# HMAS Nepal (G25)
«Непал» (G25) (англ. HMAS Nepal (G25) — військовий корабель, ескадрений міноносець типу «N» Королівських військово-морських флотів Великої Британії та Австралії за часів Другої світової війни.
«Непал» був закладений 9 вересня 1939 року на верфі компанії John I. Thornycroft & Company у Вулстоні. 18 грудня 1940 року під час будівництва у наслідок авіанальоту Люфтваффе корабель зазнав серйозних пошкоджень, корпус переломився майже навпіл через влучення бомби. 20 лютого 1942 року увійшов до складу Королівського флоту Австралії.

## Історія
Після введення до строю, «Непал» увійшов до Хоум-Фліта та базувався у Скапа-Флоу. У липні 1942 року есмінець переведений до британського Східного флоту та здійснив перехід з Шотландії до Кенії. У вересні 1942 року взяв участь у вторгненні на Мадагаскар союзних військ. Пізніше залучався до супроводу конвоїв та протичовнової оборони поблизу східного узбережжя Африки, базуючись на ВМБ Кіліндіні в Кенії.
У березні 1943 року корабель перейшов до Австралії, де протягом квітня-травня зазнав ремонту.
У червні 1943 року «Непал» повернувся до Індійського океану та у складі оперативної групи Східного флоту, що мала пунктом базування ВМБ Тринкомалі на Цейлоні, діяв на морських комунікаціях у східній частині океану. У квітні 1944 року супроводжував авіаносне ударне угруповання, що завдавало ударів по позиціях та об'єктах японських військ у Сабангу (операція «Кокпіт») та Сурабаї (операція «Трансом»).
У серпні 1944 корабель знову повернувся до Австралії на ремонтні роботи, звідкіля був відправлений наприкінці листопада на супроводження авіаносця «Вікторіос». З 7 грудня 1944 по 12 лютого 1945 року «Непал» та однотипний «Нейпір» забезпечували артилерійську підтримку 74-ї Індійської піхотної бригади.
З березня 1945 року есмінець повернувся до Східного флоту Великої Британії, змінивши свій номер з G25 на D14. Надалі перебував на Тихому океані до кінця світового конфлікту, брав участь у битві за Окінаву.
Після капітуляції Японської імперії, «Непал» входив до угруповання австралійських кораблів, що забезпечували австралійську армію в Японії, а 12 жовтня повернувся додому. 20 числа він прибув до Сіднея й вже 11 листопада 1945 року повернувся до Королівського британського флоту. 28 грудня корабель прибув до Англії. Надалі був визначений на заміну в ролі тренувального корабля замість есмінця «Вітч» у Портсмуті, де продовжив службу. З листопада 1950 року він у Резерві та з пізніше проданий на брухт. Розібраний на метал 16 січня 1956 року.